# Tenis na Letních olympijských hrách 1988
Tenis na Letních olympijských hrách 1988 v Soulu měl na programu celkem čtyři soutěže, v jehož rámci se představily mužská dvouhra a čtyřhra, stejně jako ženská dvouhra a čtyřhra.
Poražení semifinalisté nehráli zápas o třetí místo a automaticky obdrželi bronzové medaile, což se naposledy předtím stalo na LOH 1904 v St. Louis.

## Návrat tenisu do rodiny olympijských sportů
Tenis se vrátil do rodiny olympijských sportů po 64 letech, poprvé od roku 1924, kdy byl hrán naposledy. Od soulských her se opět stal nedílnou součástí programu. V mezidobí se představil pouze dvakrát v roli ukázkového sportu na LOH 1968 a LOH 1984.
Na programu byly dvouhry a čtyřhry mužů i žen. Smíšená čtyřhra se vrátila až na londýnských Hrách XXX.  olympiády v roce 2012.
O znovuzařazení tenisu do olympijských her intenzivně usilovala Mezinárodní tenisová federace (ITF), vedená Philippem Chatrierem, a národní tenisové svazy. Definitivní rozhodnutí padlo na 84. zasedání Mezinárodním olympijském výboru (MOV) v Baden-Badenu, na kterém bylo 1. října 1981 schváleno zařazení tenisu do programu LOH 1988.

Pro zvýšení úrovně kvality olympijského turnaje následovala dohoda MOV a ITF o jeho začlenění do profesionálních okruhů – mužského Nabisco Grand Prix a ženské WTA Tour, aby se událost překrývala co nejméně s jinými akcemi profesionálů. Přesto se nepodařilo vyřešit otázku odměn a bodového hodnocení. Tenisté si tak do žebříčku nepřipsali žádné body ani nezískali prize money.
Zatímco WTA Tour respektovala olympiádu a v době her pořádala pouze nízce dotovaný pařížský turnaj Clarins Open, tak mužský okruh Grand Prix organizoval pět profesionálních událostí. To se projevilo např. v mužské dvouhře absencí sedmi tenistů z první desítky žebříčku ATP, včetně světové jedničky a dvojky.

## Olympijský turnaj

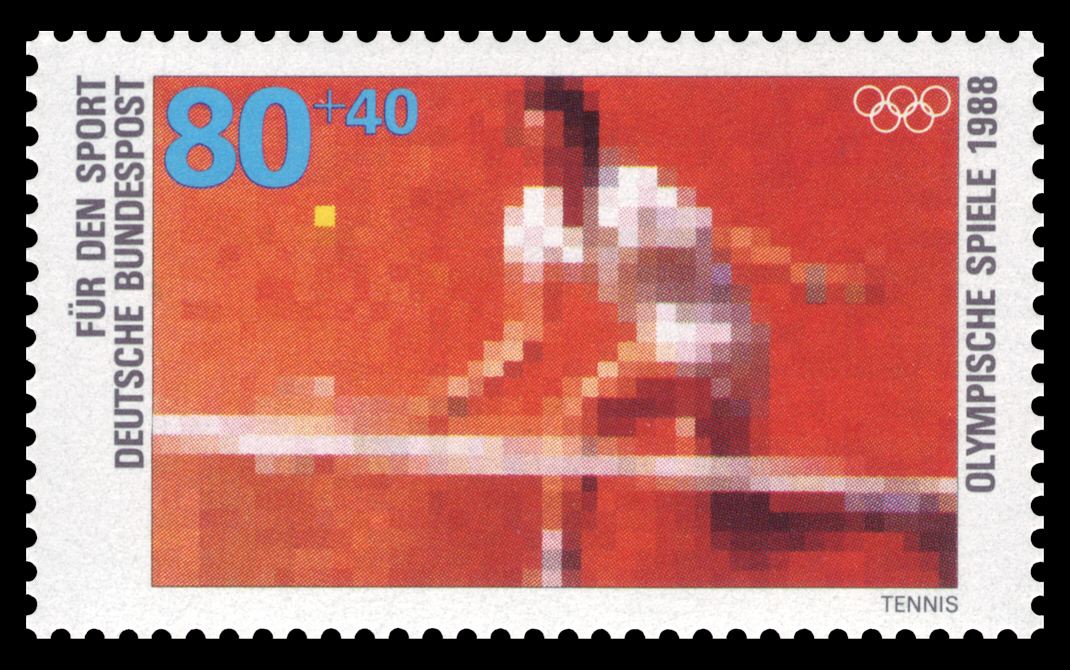
Západoněmecká poštovní známka vydaná u příležitosti tenisu na LOH 1988

Olympijský turnaj se konal mezi 20. zářím až 1. říjnem 1988 na třinácti otevřených dvorcích s tvrdým povrchem Neodex. Dějištěm se stalo Tenisové centrum Olympijského parku v Soulu, otevřené v srpnu 1986. Ve dvouhrách i čtyřhrách proběhly kvalifikace do hlavních soutěží a také zaznamenal premiéru systém nasazování.
Nejmladším hráčkou se stala Španělka Arantxa Sánchezová Vicariová, která do turnaje vstoupila v 16 letech a 28 dnech. Naopak nejstarším tenistou byl Ind Anand Amritraj ve věku 36 let a 188 dní.
Premiérovou zlatou medaili z tenisu si odvezlo Československo, když Miloslav Mečíř vyhrál mužskou dvouhru. v semifinále si poradil s favorizovaným nejvýše nasazeným Stefanem Edbergem po pětisetové bitvě 3–6, 6–0, 1–6, 6–4 a 6–2. Ve finále pak přehrál americkou turnajovou dvojku Tima Mayotta po čtyřsetovém průběhu.
Ženskou dvouhru ovládla německá světová jednička Steffi Grafová, která dominovala celé sezóně. necelý měsíc před závěrečným duelem olympiády zdolala ve finále US Open Argentinku Gabrielu Sabatiniovou. Obě soupeřky se opět potkaly v přímém boji o olympijské zlato, z něhož vyšla znovu vítězně Grafová po výhře 6–3 a 6–3. Stala se tak prvním tenistou historie, který vybojoval médii zvaný „Zlatý Slam“, tj. vyhrála všechny čtyři Grand Slamy i olympijské hry, navíc během jednoho kalendářního roku.
Mužskou deblovou soutěž ovládla favorizovaná americká dvojice Ken Flach a Robert Seguso, jejíž členové z pozice prvních nasazených ve finálovém duelu zdolali španělské tuzrnajové dvojky Sergia Casala s Emiliem Sánchezem.
Těsný třísetový boj se odehrál ve finále ženské čtyřhry. Nejvýše nasazená dvojice Zina Garrisonová a Pam Shriverová v něm porazila československé turnajové trojky Janu Novotnou s Helenou Sukovou až poměrem 10–8 v rozhodující sadě.

## Přehled medailí

### Medailisté
| Soutěž         | Zlato                                                            | Stříbro                                             | Bronz                                                               |
| Mužská dvouhra | Miloslav Mečíř · Československo (TCH)                            | Tim Mayotte · Spojené státy americké (USA)          | Stefan Edberg · Švédsko (SWE)                                       |
| Mužská dvouhra | Miloslav Mečíř · Československo (TCH)                            | Tim Mayotte · Spojené státy americké (USA)          | Brad Gilbert · Spojené státy americké (USA)                         |
| Ženská dvouhra | Steffi Grafová · Západní Německo (FRG)                           | Gabriela Sabatini · Argentina (ARG)                 | Manuela Malejevová · Bulharsko (BUL)                                |
| Ženská dvouhra | Steffi Grafová · Západní Německo (FRG)                           | Gabriela Sabatini · Argentina (ARG)                 | Zina Garrisonová · Spojené státy americké (USA)                     |
| Mužská čtyřhra | Ken Flach · Robert Seguso · Spojené státy americké (USA)         | Emilio Sánchez · Sergio Casal · Španělsko (ESP)     | Miloslav Mečíř · Milan Šrejber · Československo (TCH)               |
| Mužská čtyřhra | Ken Flach · Robert Seguso · Spojené státy americké (USA)         | Emilio Sánchez · Sergio Casal · Španělsko (ESP)     | Anders Järryd · Stefan Edberg · Švédsko (SWE)                       |
| Ženská čtyřhra | Pam Shriverová · Zina Garrisonová · Spojené státy americké (USA) | Jana Novotná · Helena Suková · Československo (TCH) | Elizabeth Smylieová · Wendy Turnbullová · Austrálie (AUS)           |
| Ženská čtyřhra | Pam Shriverová · Zina Garrisonová · Spojené státy americké (USA) | Jana Novotná · Helena Suková · Československo (TCH) | Steffi Grafová · Claudia Kohdeová-Kilschová · Západní Německo (FRG) |

### Pořadí národů
| Pořadí | Země                         | Zlato | Stříbro | Bronz | Celkově |
| 1.     | Spojené státy americké (USA) | 2     | 1       | 2     | 5       |
| 2.     | Československo (TCH)         | 1     | 1       | 1     | 3       |
| 3.     | Západní Německo (FRG)        | 1     | 0       | 1     | 2       |
| 4.     | Argentina (ARG)              | 0     | 1       | 0     | 1       |
| 4.     | Španělsko (ESP)              | 0     | 1       | 0     | 1       |
| 6.     | Švédsko (SWE)                | 0     | 0       | 2     | 2       |
| 7.     | Austrálie (AUS)              | 0     | 0       | 1     | 1       |
| 7.     | Bulharsko (BUL)              | 0     | 0       | 1     | 1       |